# محمود آباد غومار (كوشك)
محمود آباد غومار (بالفارسية: محمودآباد گمار) هي منطقة سكنية تقع في إيران في قسم كوشك الريفي. يقدر عدد سكانها بـ 83 نسمة .